# DUNK (TBS)
DUNK（だんく、ダンク）は、TBSテレビが運営する、インターネット・携帯電話サイトによる芸能動画配信システム。
日々の芸能イベントや会見などを独自取材し、基本的には月曜日から金曜日まで1日1本を配信している。土曜日・日曜日は更新されない。配信される動画は5分。
TBS公式の携帯電話サイトにも同名の動画配信ページを持ち、ほぼ同内容のネタを扱っているが、こちらの動画は90秒のショートバージョンになっている。
同携帯サイトでは毎週末のみ配信される企画として新人アーティストなどの独占インタビュー動画を載せる『ネクストブレイク「RealFace」』がスタート。
- 第1弾 歌手・阪井あゆみ
- 第2弾 R&Bシンガー・JAY'ED
- 第3弾 ヴァイオリニスト・松本蘭
- 第4弾 リップシンガー・SPANKY GIRLS
- 第5弾 シンガーソングライター・JYONGRI
- 第6弾 5人組音楽弾・のあのわ
- 第7弾 ヒップホップグループ・YA-KYIM
- 第8弾 ミクスチャーユニット・SQUARE HOOD
- 第9弾 ヴィジュアル系バンド・D'espairsRay
- 第10弾 コーラスグループ・DEEP
- 第11弾 ラッパー・鎮座DOPENESS
- 第12弾 2ピースバンド・FREENOTE

一般ニュースを配信しているTBS NEWS DIGとは別。